# Торбарски вук
Торбарски вук, тилацин, тасманијски вук или тасманијски тигар (лат. Thylacinus cynocephalus) је био највећи торбар месождер савременог доба, којег су истребили људи у 20. веку. Некада је насељавао Аустралију и Нову Гвинеју, а последње уточиште му је била Тасманија. На овом острву није било конкурентског динга, па се ту одржао све до доласка Европљана.
Изгледом је подсећао на вука или пса, са шарама на леђима сличним тигровим. Сличан облик тела торбарског вука и пса је последица конвергентне еволуције, пошто ове врсте нису у блиском сродству. И мужјак и женка су имали торбу. Код мужјака је она служила заштити семеника. Могао је да разјапи вилице до угла од 120° и имао је покрете сличне кенгуровом скоку.
Торбарски вук је био последња преживела врста из торбарске породице Thylacinidae и рода Thylacinus. На Тасманији се одржао до 1930-их, када је коначно истребљен ловом, као штеточина која напада овце. Такође, уништавано му је станиште и доведена конкуренција у виду паса. Непозната заразна болест је драстично смањила бројност његове популације. Последња јединка је угинула у Хобартском зоолошком врту 1936. године. Од тада су пријављивана бројна непотврђена виђења, али је 1986. проглашен изумрлом врстом. Године 1999. је покренут пројекат клонирања торбарског вука.

## Назив
Назив рода Thylacinus на латинском води порекло од грчке речи θύλακος (thýlakos), што значи торба.[a]. Сличног порекла је и опис врсте cynocephalus, што би значило псоглави. Ова врста је у српској литератури такође позната по називима тасманијски вук те тасманијски тигар, услед сличности са вуком (по облику тела), односно тигром (шаре на леђима).

## Откриће
Домороци из Аустралије и Нове Гвинеје су први дошли у контакт са торбарским вуком. Постоје цртежи на стенама старији од 1000 година п. н. е, на којима се приказује торбарски вук, највише у Западној Аустралији. Када је Абел Тасман допловио до обала Тасманије 1642. године, уочени су отисци шапа дивље звери са канџама попут тигрових. Тасманијски досељеници су постали свесни присуства торбарског вука 1805, када је један примерак убијен од стране домаћих паса. Исте године Вилијам Патерсон, гувернер Тасманије, даје детаљан опис врсте за једне сиднејске новине.

## Опис
На основу сачуваних презервираних примерака, фосилних остатака и црно-белих фотографија, торбарски вук је описан као велики, краткодлаки пас са крутим репом који се углађено наставља на тело као код кенгура. Многи досељеници су га упоређивали са хијеном због необичног става. Његово жуто-смеђе крзно је имало 13 до 21 упадљивих тамних пруга преко леђа, задњице и основе репа па је зато добио назив „тигар“. Једна од пруга се пружала према доле, до задње бутине. Пруге су биле више видљиве код млађих јединки а бледеле су код старијих.
Одрасли торбарски вук је обично без репа био дуг 100 до 130 cm, док је реп био дуг 50 до 65 cm. Највећи измерени примерак је био дужине 290 cm од носа до репа. Полни диморфизам је био слабо изражен – мужјаци су били нешто већи од женки.
За разлику од других торбара, женке су имале торбу која се отварала према задњем делу тела. Мужјаци су имали скроталну торбу, јединствену међу аустралијским торбарима, која је служила за заштиту мошница.
 Торбарски вукови су били у стању да разјапе вилице необично широко – до угла од 120 степени. Ово се може видети у кратком црно-белом филму из 1933. Дејвида Флеја, који приказује последњег заточеног примерка ове врсте.
Ранији научни радови указивали су да је торбарски вук имао изузетно развијено чуло мириса које му је служило за тражење плена, али су анализе структуре мозга указале да центар за мирис није био добро развијен. Вероватније је да се ослањао на вид и слух. Неки очевици описивали су да је торбарски вук имао јак изражени мирис, други су пак описивали слаб мирис или да га уопште нема. Могуће је да је торбарски вук попут његовог сродника тасманијског ђавола одавао оштар мирис када је узнемирен.
Тилацин је имао крут и помало чудан начин хода, па због тога није могао да трчи великом брзином. Био је способан да изведе скок са две ноге на начин сличан кенгурима. Животиња је такође могла да балансира на својим задним ногама и да стоји на њима у кратким периодима.

## Начин живота

### Станиште
Тилацин је у Аустралији вероватно насељавао суве еукалиптусове шуме, влажна станишта и травнате површине. На Тасманији је преферирао шуме средишњег дела острва и жбуновите обалне пределе, који су постали главна подручја сточарства. Није насељавао прашуме западног дела острва, које су биле ван домашаја цивилизације. Био је ноћни ловац, проводећи дане у малим пећинама или шупљинама дрвећа. Дању се повлачио у шуме и на брда, а ноћу ловио на отвореним жбуновитим пределима. Торбарски вук је избегавао људе.

### Исхрана
Торбарски вукови су били изразити месождери. Желудац им је био прилагођен за прихватање велике количине хране одједном, као адаптација за дуге периоде гладовања када је лов био неуспешан. Плен су им били кенгури, валабији, вомбати, птице и мале животиње попут опосума. Верује се да је њихов омиљени плен био тасманијски ему. Ова птица је на Тасманији истребљена од стране европских досељеника око 1850. године. Европски досељеници су веровали да напада овце и живину. У заточеништву је храњен разноврсним животињским врстама. Анализом скелета и посматрањем у заточеништву утврђено је да је ловио тако што би се сконцентрисао на једну животињу и јурио је до изнемоглости. Нека истраживања доносе закључак да је ловио у мањим групама, јурећи плен у одређеном правцу, док би један припадник групе чекао у заседи. Трапери су извештавали да је био животиња која вреба из заседе.

### Размножавање
Размножавали су се током целе године, мада је врхунац био у зиму и пролеће. Женке су рађале до четири младунца, обично два-три и носиле их у торбама до три месеца. При рођењу су били слепи и голуждрави, али су у време изласка из торбе имали отворене очи и веома развијено крзно. Торбарски вук је само једном успешно размножен у заточеништву – у зоолошком врту у Мелбурну 1899. године. Животни век у природи им је био 5 до 7 година, док су у заточеништву живели и до 9 година.

## Изумирање

### Изумирање у Аустралији
Торбарски вук је из Аустралије нестао вероватно пре 2000 година, а са Нове Гвинеје вероватно још раније. Мумифицирани леш торбарског вука, стар 4—5 хиљада година, пронађен је у једној пећини у Нуларбору. Његово изумирање на том простору се повезује са људима и динго псима, које су они довели са собом. Цртежи на стенама у националном парку Какаду, приказују лов на торбарског вука. Динго је торбарском вуку био значајан компетитор, иако је торбарски вук био ноћна животиња, а динго дневна. Иако је торбарски вук био моћније грађе од динга, верује се да је динго могао да обори већи плен од њега. Торбарски вук је био и много избирљивији у исхрани. Због свега овога, динго је искључио торбарског вука из станишта. На Тасманију, последње уточиште торбарског вука, динго никад није доспео.

### Изумирање на Тасманији
Главни узрок изумирања торбарског вука на Тасманији је лов од стране европских досељеника. Године 1824. су увезене прве овце на острво, тако да је започет развој овчарства. Торбарски вук је сматран штеточином, пошто је повремено нападао овце. Компанија Ван Дименове Земље, која се бавила овчарством, нудила је, почевши од 1830, награде за убијене торбарске вукове. Овчарство је било веома значајно за привреду, па је влада Тасманије у периоду од 1888. до 1909. плаћала по 1 фунту за сваки убијени одрасли примерак ове животиње, а за младунце 10 шилинга. Укупно су исплаћене 2184 премије, али се верује да је број убијених тилацини био много већи. Поред лова, још неки фактори су допринели његовом нестанку. Непозната болест је драстично смањила бројност популације торбарског вука 1910. године. После тога је био веома редак. На изумирање је утицало и уништење станишта и нестанак плена. Тасманијски ему, његов омиљен плен, истребљен је половином 19. века.
Последњег торбарског вука у дивљини убио је један фармер код своје куће 1930, у Мавбани на североистоку острва. Овај примерак, вероватно мужјак, пре тога је дуго виђан око фармеровог кокошињца. У зоолошком врту у Хобарту је 7. септембра 1936. угинуо последњи познати торбарски вук, назван „Бенџамин“, ухваћен 3 године раније. Иако је имала мушко име, ова животиња је вероватно била женка, према анализама фотографија. Постоји и снимак из 1933. у црно-белом филму дужине 62 секунде. Држава је донела закон о заштити торбарског вука 2 месеца пре угинућа последњег примерка. Пошто у наредних 50 година није било нити једног доказа о његовом постојању, проглашен је изумрлим 1986. године.
Осим старих фотографија, сачувано је и неколико снимака торбарских вукова из зоолошког врта.

### Непотврђена виђења
Забележено је преко 3800 непотврђених виђења торбарских вукова у Аустралији и на Тасманији од изумирања 1936. године. Нити за један случај није поуздано утврђено да се заиста ради о торбарском вуку.
Нека наводна виђења су изазвала велики публицитет. Гери и Лиз Дојл су 1973. снимили филм дугачак десет секунди, који приказује животињу како претрчава пут у Јужној Аустралији. Због лошег квалитета снимка, није могуће утврдити да ли се заиста ради о торбарском вуку. Ханс Нардинг је 1982. године тврдио да је три минута посматрао торбарског вука код реке Артур на северозападу Тасманије. Након тога је влада покренула једногодишњу потрагу, али без успеха. Године 1997. је забележено да су локални мештани и мисионари видели торбарског вука на западу Нове Гвинеје. Мештани су знали за њега већ дужи низ година.

### Награде за проналазак
Године 1983, Тед Тарнер је понудио награду од 100.000 долара за доказ о преживљавању торбарског вука, али је она данас ван снаге. Марта 2005, аустралијски магазин The Bulletin, за прославу 125 година постојања, понудио је награду од 1,25 милиона долара за хватање живог торбарског вука. Понуда је повучена у јуну исте године, а нико није понудио доказ постојања ове врсте. Понуђена је и награда од 1,75 милиона долара, од стране Стјуарта Малколма. Међутим, и поред свих ових награда, хватање торбарског вука је забрањено у складу са његовом заштитом, тако да награде не би могле бити исплаћене.

## Пројекат клонирања
Аустралијски музеј у Сиднеју је започео пројекат клонирања торбарског вука 1999. године. Циљ је био да се искористи генетички материјал примерка презервираног почетком 20. века, да би се клонирале нове јединке и врста спасла од изумирања. Музеј је 15. фебруара 2005. објавио да се пројекат обуставља, пошто је издвојена ДНК била веома оштећена и неупотребљива. Маја 2005, професор Мајкл Арчер са Универзитета Новог Јужног Велса, обелоданио је да је пројекат поново покренут од стране заинтересованих универзитета и института за истраживање. Ендру Паск и Мерилин Ренфри са Универзитета у Мелбурну и Ричард Бехринџер са Универзитета у Тексасу, известили су 2008. да су успели да поврате функционалност гена Col2A1 издвојеног из тилацина сачуваног у етанолу, а старог 100 година. Генетички материјал је функционисао у генетички модификованим мишевима. Исте године, друга група истраживача је успела да издвоји комплетан митохондријски геном торбарског вука из два музејска примерка. Њихов успех наговештава да би било могуће издвојити целокупан једарни геном. Резултати су објављени у журналу Genome Research 2009. године.